# Vicenç Piera
Vicenç Piera i Pañella (auch Vicente Piera Peñella; * 11. Juni 1903 in Barcelona; † 14. Juni 1960 ebenda) war ein spanischer Fußballspieler.
Piera galt in seiner dreizehn Jahre langen Profikarriere als einer der besten rechten Außenstürmer in der Geschichte des FC Barcelona und trug den Spitznamen La Bruja (zu deutsch: Die Hexe).

## Vereinskarriere
Piera kam 1921 vom katalanischen Klub Centre d'Esports de Sants zum FC Barcelona. Sein Debüt für Barça gab er im Januar 1917, nachdem er am Morgen ein Spiel für die Jugendmannschaft des FC Barcelona bestritt. Joan Gamper war von seinen Fußballkünsten so überzeugt, dass Piera für das Spiel der Profis am gleichen Abend aufgestellt wurde. Bei diesem Spiel gegen Arenas Club de Getxo kam er für den verletzten Paulino Alcántara ins Spiel und erzielte prompt zwei Tore zum 3:1-Endstand.
Piera spielte bis zum Jahr 1934 für Barça und schoss für den Verein, alle Spiele zusammengenommen, 123 Tore in 395 Spielen. Er gewann in dieser Zeit mit dem FC Barcelona zehnmal die katalanische Meisterschaft und vier Mal den spanischen Pokal. Zudem verhalf er Barça zum Gewinn der erstmals ausgetragenen spanischen Meisterschaft im Jahr 1929, zu der er allerdings in 13 Spielen keinen Treffer beisteuern konnte.

## Nationalmannschaftskarriere
In der spanischen Nationalmannschaft spielte er erstmals am 17. Dezember 1922 beim Sieg gegen Portugal. Insgesamt bestritt er bis zu seinem letzten Einsatz 1931 15 Länderspiele für Spanien und erzielte dabei 2 Tore.
1924 nahm der Katalane mit Spanien an den Olympischen Sommerspielen 1924 teil. Dort war jedoch schon nach einer Runde Endstation, da er mit seinem Team Italien 0:1 unterlag.
Zwischen 1924 und 1931 lief Piera außerdem mehrmals für die katalanische Fußballauswahl auf.

## Erfolge
- Spanische Meisterschaft (1): 1929
- Spanischer Pokal (4): 1922, 1925, 1926, 1928
- Katalanische Meisterschaft (10): 1921, 1922, 1924, 1925, 1926, 1927, 1928, 1930, 1931, 1932
- Teilnahme an den Olympischen Sommerspielen 1924 (1 Einsatz)